# Deûlémont
Deûlémont település Franciaországban, Nord megyében. Lakosainak száma 1801 fő (2022. január 1.). Deûlémont Warneton, Comines, Frelinghien és Quesnoy-sur-Deûle községekkel határos.

## Népesség
A település népességének változása:
| Lakosok száma | 1685 | 1673 | 1700 | 1769 | 1798 | 1818 | 1843 | 1819 | 1801 |
|               | 2013 | 2015 | 2016 | 2017 | 2018 | 2019 | 2020 | 2021 | 2022 |